# Washington Aguerre
Washington Omar Aguerre Lima (Artigas, 23 de marzo de 1993) es un futbolista uruguayo. Actualmente es arquero del Deportivo Independiente Medellín de la Categoría Primera A de Colombia.

## Trayectoria
Llegó a los 17 años a Montevideo desde Artigas al Club Atlético Peñarol, donde realizó las divisiones formativas. 
En 2012 fue campeón de la 3ª división y entonces fue ascendido a Primera División. 
Fue el tercer arquero de la selección uruguaya sub-20 en las eliminatorias sudamericanas y en el Mundial sub-20 de Turquía donde sería subcampeón, aunque no consiguió jugar partidos.

#### Primer gol como futbolista profesional
El 10 de octubre de 2019, Cerro Largo se enfrentó ante Cerro en el Parque Capurro, por la quinta fecha del Torneo Clausura. 
El primer gol del partido fue convertido a los 23 minutos por Aguerre, quien de pelota quieta desde su campo de juego logró convertir de larga distancia, siendo así su primer gol como futbolista profesional.

#### Selecciones juveniles
| Competición                            | Sede      | Resultado     |
| -------------------------------------- | --------- | ------------- |
| Campeonato Sudamericano Sub-20 de 2013 | Argentina | Tercer puesto |
| Copa Mundial Sub-20 de 2013            | Turquía   | Subcampeón    |

## Clubes
| Club                   | País          | Año           | Partidos |
| ---------------------- | ------------- | ------------- | -------- |
| Peñarol                | Uruguay       | 2012 - 2015   | 2        |
| Miramar Misiones       | Uruguay       | 2015 - 2016   | -        |
| Cerro Largo            | Uruguay       | 2016          | 12       |
| Plaza Colonia          | Uruguay       | 2017          | 8        |
| Cerro Largo            | Uruguay       | 2018 - 2021   | 92       |
| Querétaro              | México        | 2021 - 2023   | 41       |
| América Mineiro        | Brasil        | 2023          | 2        |
| Peñarol                | Uruguay       | 2024          | 36       |
| Independiente Medellín | Colombia      | 2025 - act.   | 27       |
| Total Carrera          | Total Carrera | Total Carrera | 220      |

## Palmarés

### Títulos nacionales
| Título                  | Club        | Pais    | Año  |
| ----------------------- | ----------- | ------- | ---- |
| Torneo Apertura         | Peñarol     | Uruguay | 2012 |
| Campeonato Uruguayo (1) | Peñarol     | Uruguay | 2013 |
| Torneo Clausura         | Peñarol     | Uruguay | 2015 |
| Segunda División        | Cerro Largo | Uruguay | 2018 |
| Torneo Apertura         | Peñarol     | Uruguay | 2024 |
| Torneo Clausura         | Peñarol     | Uruguay | 2024 |
| Campeonato Uruguayo (2) | Peñarol     | Uruguay | 2024 |

### Distinciones individuales
| Distinción              | Otorgación | País   | Año  |
| ----------------------- | ---------- | ------ | ---- |
| 11 Cuadro Ideal Liga MX | Liga MX    | México | 2021 |